# 索朗热·桑富尔什
索朗热·桑富尔什（1922年7月18日—2013年6月12日），别名玛丽-克洛德（Marie-Claude），是第二次世界大战期间多尔多涅省的法国抵抗战士。

## 生平
她的代号是玛丽-克劳德，担任打字员、秘书邮递员和联络官。索兰热·桑福什 (Solange Sanfourche) 向安德烈·杜福尔 (André Dufour) 致信，后者被任命为多尔多涅省地区秘书，战后担任伊泽尔省副市长和格勒诺布尔市副市长。
在德国占领期间，桑福什家族在佩里格藏匿和庇护了数十名被领导人迈克尔·汉布雷希特 (Michaël Hambrecht) 的盖世太保通缉的秘密自由战士，他们在佩里格的安置引发了针对民众、特别是北非方阵的前所未有的暴力事件，构成了亚历山大·维拉普兰（Alexandre Villaplane）或法国民兵领导下的盖世太保的恐怖工具。
1945 年 12 月，她在佩里格与第二次世界大战期间抵抗运动多尔多涅省行动专员爱德华·瓦莱里 (Édouard Valéry，1924-2010) 结婚。